# Гановце (район Попрад)
Гановце (венг. Gánóc, нем. Gansdorf) — деревня в Попрадском районе Прешовского края, находящаяся в трёх километрах юго-восточнее города Попрад. Впервые упоминается в письменных источниках в 1317 году.
К достопримечательностям деревни относятся: готическая церковь, расположенная в деревне (XIII век), алтарь (1500 год), жертвенник в стиле барокко и два древних колокола (XIV и XVIII век).
Залежи травертина вблизи деревни являются важным археологическим объектом, в котором были найдены остатки доисторических животных и природный (травертиновый) слепок мозговой полости неандертальца (105 тыс. л. н.), который был обнаружен Ярославом Петрбоком (Jaroslav Petrbok) в 1926 году и находится на хранении в Чешском Национальном музее в Праге, а копия расположена в Словацком национальном музее в Братиславском Граде.

## Население
| Год:                | 1994 | 2004     | 2014     | 2024    |
| ------------------- | ---- | -------- | -------- | ------- |
| Количество человек: | 768  | 1069     | 1348     | 1408    |
| Разница:            |      | +39,19 % | +26,09 % | +4,45 % |